# Skylla og Charybdis
Skylla og Charybdis er to søuhyrer, der ifølge græsk og romersk mytologi huserede i Messinastrædet mellem Italien og Sicilien. Skylla var engang en smuk pige men da hun badede i vand forgiftet af troldkvinden Kirke, blev hun forvandlet. Hun voksede til enorm størrelse, hendes ben voksede sammen til en lang skællet hale, ulvehoveder voksede ud af hendes bug, og hun fik adskillige grusomme hoveder med lange halse og sylespidse tænder. Skylla var pga. sin størrelse fanget i det smalle stræde hvor hun måtte leve af at æde de søfolk der passerede hende. Og hvordan kan det så være, at Skylla ikke er der i dag? Ifølge visse fortællinger blev hun til sidst forvandlet til en klippe som kan ses den dag i dag. Charybdis havde modsat Skylla altid været et uhyre. Uhyret lurede på havbunden under en stor malstrøm, som de arme sømænd blev suget ned i. Det er nok tvivlsomt, at der i virkeligheden lurer et uhyre på havbunden, men der findes ganske rigtigt strømhvirvler i Messinastrædet. Odysseus overlevede at sejle gennem strædet takket være oplysninger fra Kirke. (Homer: Odysseen 12.85-126;234-259).